# Arbeitergesangverein
Arbeitergesangvereine gehören zum kulturellen Milieu der erstarkenden Sozialdemokratie des 19. Jahrhunderts. Sie haben sich in der Regel gebildet, indem sozialistisch denkende Mitglieder die bestehenden bürgerlichen Gesangvereine verließen, als diese sozialdemokratische Bestrebungen boykottierten und diffamierten. Als ältester gilt der 1863 in Frankfurt am Main auf Anregung von Ferdinand Lassalle gegründete „Sängerbund“. In den 1870er Jahren, noch vor dem Sozialistengesetz blühte die Arbeiter-Sängerbewegung auf: 1873 gründete sich der Arbeiter-Sängerbund Hamburg, 1874 die „Lassallia“ in Frankfurt, 1876 der Berliner Arbeiter-Sängerbund. In den Zeiten des Sozialistengesetzes war das Vereinsleben eine Plattform für die Fortführung der Aktivitäten der verbotenen Partei. Doch waren noch 1913 nur etwa die Hälfte der Arbeitersänger Mitglieder der SPD oder der Gewerkschaften. So dienten die Gesangvereine als Mittler zwischen Partei und (noch) unorganisierter Arbeiterschaft. In diesen Jahren hatte die Zahl von 200 000 Mitgliedern der Arbeiter-Gesangvereine diejenige des bürgerlichen „Deutschen Sängerbundes“ überrundet.

Sängerfest der Arbeiterchöre 1913 in Apolda

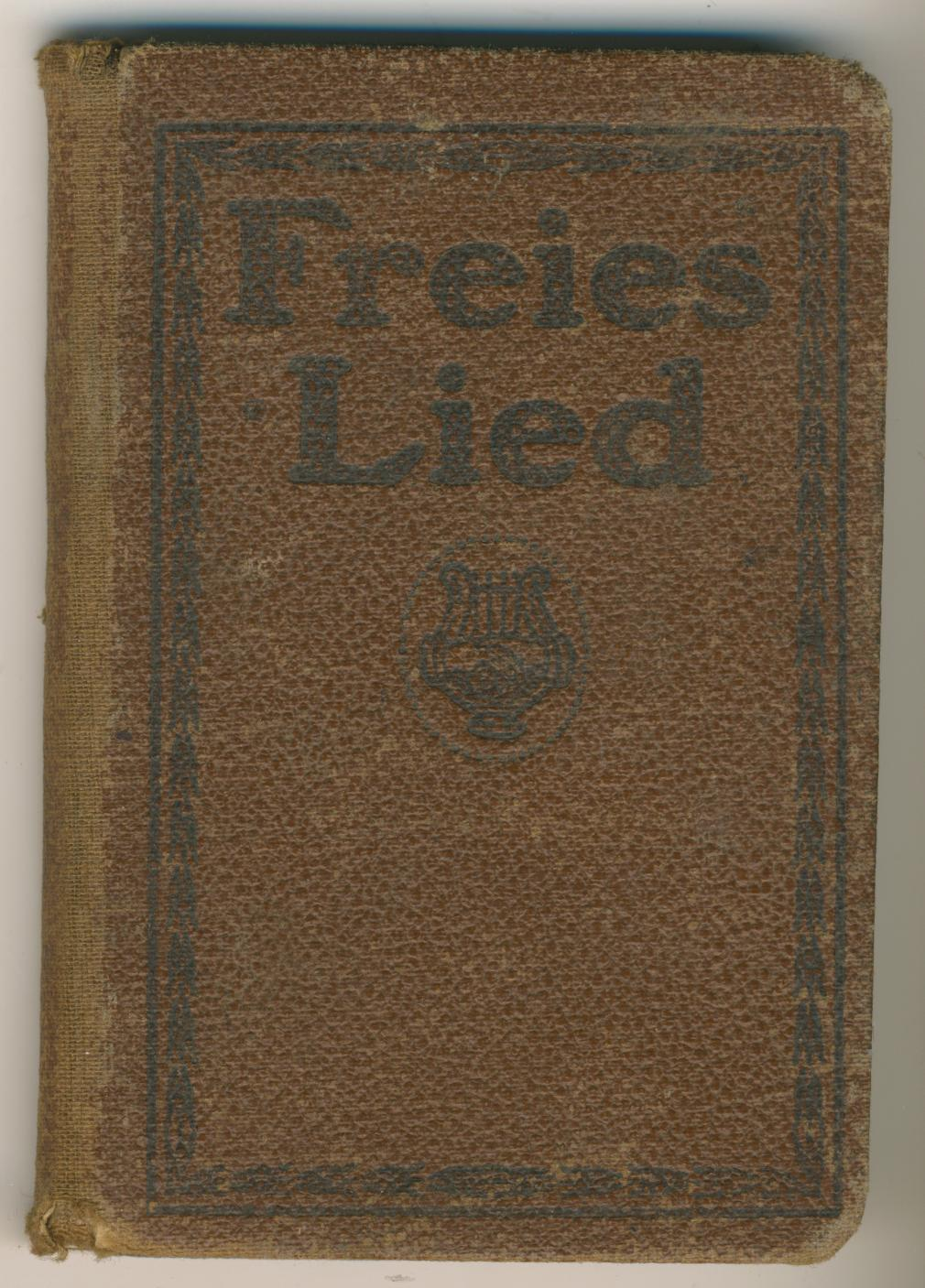
Text-Liederbüchlein für Arbeitergesangvereine um 1900

Ein Beispiel ist der in Weimar 1885 gegründete Freundschafts-Sängerbund, der unter dem Weimarer Theaterchorsänger Emil Steiniger seit 1907 ein hohes Qualitätsniveau erreichte. Seit 1908 war dieser Arbeiterchor mit seinen 80 Sängern den bürgerlichen Gesangvereinen ebenbürtig. Sein Repertoire bestand aus fortschrittlichen und Volksliedern, aus Opernchören und Chorsätzen großer Meister. Im Jahre 1914 kam unter der Leitung von Arthur Herder ein Frauen- und Mädchenchor hinzu. Steiniger wurde als Soldat ein Opfer des Ersten Weltkriegs.
Eine wichtige Rolle spielten die Arbeiter-Gesangvereine für das Bewusstsein der Frauen, denen während der ersten Gründungsjahre politische Betätigung noch verboten war. 1910 bestanden in Deutschland jedoch bereits 91 reine Frauen- und 128 gemischte Chöre, in denen (1914) 18 % aller Aktiven weiblich waren.
In Deutschland waren Arbeitergesangvereine im DAS, dem Deutschen Arbeiter-Sängerbund zusammengeschlossen, der 1933 nach der Übergabe der Staatsmacht an den deutschen Nationalsozialismus wie alle anderen Organisationen der Arbeiterbewegung zerschlagen wurde.